# Algorytm kwantowy
Algorytm kwantowy – rodzaj algorytmu przeznaczonego do działania na maszynie kwantowej (komputerze kwantowym). Dotychczas powstało kilkanaście algorytmów wykorzystujących możliwości oferowane przez maszyny kwantowe. Należą do nich algorytmy Grovera, Deutscha, Simona, Shora, Kitaeva i Bernsteina-Vaziraniego.
- algorytm Deutscha-Jozsy (odróżniania funkcji zrównoważonej od stałej) 1992[4],
- algorytm Shora (faktoryzacji, czyli rozkładu liczb na czynniki pierwsze) 1994,
- algorytm Kitajewa (szybkiej kwantowej transformacji Fouriera) 1995,
- algorytm Grovera (przeszukiwania bazy danych) 1995,
- algorytm Simona (znajdowania maski XOR funkcji 2-na-1) 1997.

Algorytmy kwantowe to algorytmy probabilistyczne, czyli oparte na rozkładzie prawdopodobieństwa i ewolucji układu kwantowego w czasie.
Dowolny algorytm kwantowy może być formalnie opisany jako konkretna, kwantowa maszyna Turinga.